# Troglohyphantes dalmaticus
Troglohyphantes dalmaticus este o specie de păianjeni din genul Troglohyphantes, familia Linyphiidae. A fost descrisă pentru prima dată de Kulczynski, 1914. Conform Catalogue of Life specia Troglohyphantes dalmaticus nu are subspecii cunoscute.